# Staatsanwalt Jordan
Pour plus de détails, voir Fiche technique et Distribution.
Staatsanwalt Jordan (en français Le Procureur Jordan) est un film allemand réalisé par Karl Gerhardt sorti en 1926.
Il s'agit d'une adaptation du roman du même nom de Hugo Landsberger (de).

## Synopsis
Le procureur Jordan est considéré comme un représentant strict, parfois inflexible, du parquet. Il ne veut pas non plus faire d'exception dans le cas de Mme Hecker, accusée de complaisance. La vieille femme vit avec son mari Conrad, invalide de guerre, et leur fille Hertha dans un immeuble simple, le père gagne un peu d'argent en tant que portier. La plainte contre la vieille femme est initiée par un sous-locataire perfide, l'aubergiste Koch. Il la diffame en affirmant que Mme Hecker vendait sa fille. Grâce aux efforts acharnés de Jordan, Mme Hecker est condamnée à un an de prison, qu'elle doit purger dans un pénitencier. La fille Hertha a tellement honte qu'elle se sépare de son amant, le peintre Fritz Emmerich, et commence à se prostituer...
À partir de ce moment, le procureur Jordan ne retrouve plus la tranquillité d’esprit. Les yeux suppliants de Hertha, marqués par la souffrance mentale, le hantent jour et nuit. Afin de se débarrasser des fantômes de sa dureté de cœur, Jordan rend visite à son père infirme chez lui, dans sa pauvre maison. Il veut également savoir dans quel environnement vit Hertha. Au plus profond de lui, le désir d'aider le père et la fille, qui doivent faire face aux conséquences de son plaidoyer et de la sentence qui en découle, s'éveille en lui. Lorsque Jordan et Hertha se retrouvent, le procureur tombe peu à peu amoureux de la jeune fille. En tant que prostituée de luxe, elle élabore un plan de vengeance : Hertha veut lui enlever tout ce qui lui est cher. Jordan se retrouve bientôt complètement sous son charme et lui propose un jour de tout laisser derrière elle et de s'enfuir avec lui. Dans ce moment d'abaissement suprême, Hertha Hecker, en riant avec mépris, présente à Jordan son fiancé, le peintre, qui est revenu  vers elle. Lorsque l'accusateur se rend compte à quel point il a sombré, il ne voit qu'un seul moyen de sauver son honneur : se tirer une balle.

## Fiche technique
- Titre original : Staatsanwalt Jordan
- Réalisation : Karl Gerhardt
- Scénario : Jane Bess (de), Adolf Lantz
- Musique : Willy Schmidt-Gentner
- Direction artistique : Erich Zander (de), Ernst Schütte
- Photographie : Edgar Ziesemer (de)
- Production : Joe May
- Société de production : May-Film
- Société de distribution : Phoebus-Film
- Pays d'origine : Allemagne  République de Weimar
- Langue : allemand
- Format : Noir et blanc - 1,33:1 - 35 mm
- Genre : Drame
- Durée : 75 minutes
- Dates de sortie :
  - Allemagne  République de Weimar : 2 décembre 1926

## Distribution
- Hans Mierendorff : le procureur Jordan
- Hedwig Pauly-Winterstein : Mme Jordan, sa mère
- Paul Henckels : Conrad Hecker, portier
- Hedwig Wangel : Mme Hecker
- Mary Johnson : Hertha Hecker, leur fille
- Alfred Gerasch : Fritz Emmerich, peintre
- Rudolf Klein-Rhoden (de) : le cuisinier et aubergiste
- Alexander Murski (de) : le procureur général
- Bruno Ziener : le Président de la Cour
- Albert Patry (de)
- Karl Platen

## Production
Staatsanwalt Jordan est tourné de juillet à septembre 1926 dans les studios May Film à Berlin-Weißensee, est censuré le 15 octobre de la même année et est présenté le 2 décembre 1926 à la Marmorhaus de Berlin. La pièce en six actes, interdite aux jeunes, mesure 2 146 mètres de long.